# PFK Metalurh Zaporiyia
El PFK Metalurh Zaporiyia (en ucraniano: Футбо́льний клуб «Металу́рг» Запорі́жжя) es un club de fútbol profesional ucraniano, radicado en la ciudad de Zaporiyia. Actualmente se desempeñaba en la Persha Liha hasta que el club quedó en bancarrota y removido de los torneos de la temporada 2015/16.

## Historia

### Primeros años (1935-1946)
Los inicios del Metalurh se encuentran en 1935 con la fundación del Stal por parte de la compañía siderúrgica Zaporizhstal. Hacia fines de ese año, la unión local de deportes le otorgó al Stal la categoría de principal club de la región. Durante los años 1930, el club participó regularmente de las competiciones locales, además de enfrentar frecuentemente a clubes de la Primera División de la URSS, siendo el más importante de ellos el Spartak de Moscú. En los siguientes años, el comenzó de la Segunda Guerra Mundial marcó el declive de Zaporizhstal y por ende la disolución del club. No obstante, en 1946 el Stal fue refundado y en 1949 obtuvo la Copa de la óblast de Zaporiyia.

### Etapa en la URSS (1946-1990)
En octubre de 1949 el Stal cambió su denominación por la de Metalurh. En 1950 el club debutó en la Copa de la URSS, superando en treintaidosavos de final al Lokomotiv Petrozavodsk, por 5 a 0, pero cayendo ante Torpedo Stalingrado en la siguiente ronda por 2 a 3. Al año siguiente, el club mejoró su participación en la Copa luego de dejar en el camino al FC Dinamo Minsk (1 a 0) y al FC Lokomotiv Moscú (4 a 0), alcanzando de este modo los octavos de final. En 1953 el Metalurh fue admitido en la División B del Campeonato de la URSS, en el que permaneció entre 1953 y 1962. Durante este período, el equipo ganó el Campeonato de Ucrania en 1952 y 1960.
En 1963 el Metalurh obtuvo una plaza en la División A del Campeonato de la URSS, de la que formó parte hasta 1970, temporada en la que logró ascender Primera Liga de la URSS. En su primera campaña en dicha categoría, alcanzó la cuarta ubicación, en la que a la postre fue su mejor participación dentro de las competiciones de la URSS.

### Liga Premier de Ucrania (1991-al presente)

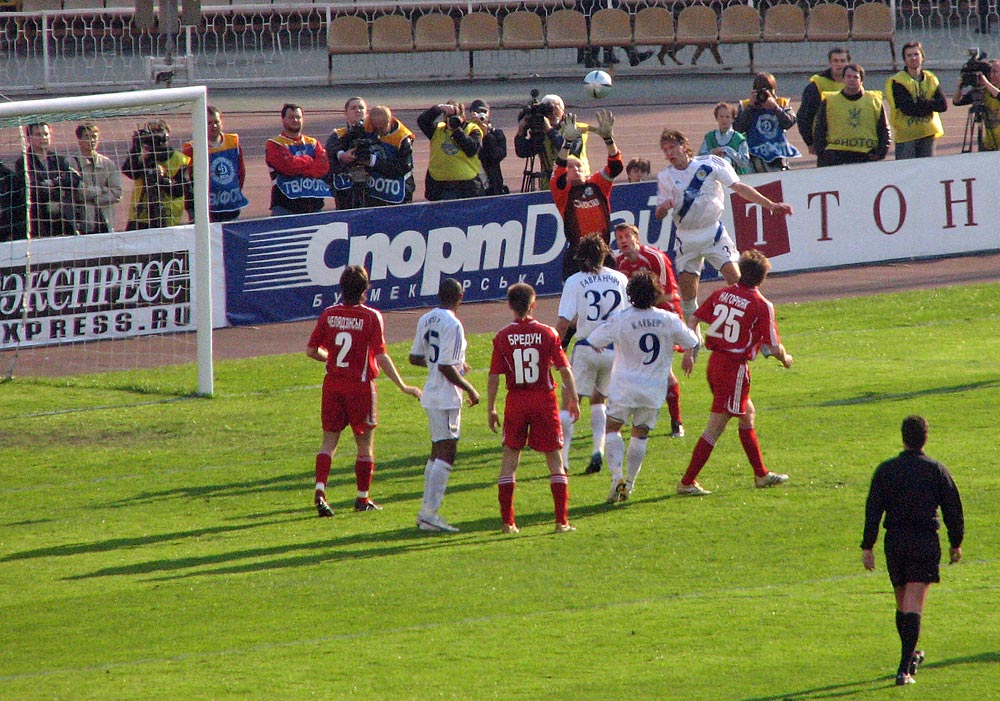
Dinamo de Kiev y Metalurh Zaporiyia en la final de Copa de Ucrania el 2 de mayo de 2006.

En 1991, tras el colapso de la Unión Soviética y la independencia de Ucrania, el club fue uno de los fundadores de la Liga Premier de Ucrania. Desde entonces, el Metalurh ha participado en cada una de las temporadas disputadas de dicha competición, realizando sus mejores campañas en las temporadas 1995-96, en la que ocupó la quinta posición, y en 2002-03, cuando finalizó cuarto. Por otra parte, en 2006, el club alcanzó la final de la Copa de Ucrania, en la que cayó derrotado frente al Dinamo de Kiev por 2 tantos a 0. Sin embargo, su actuación le permitió obtener un cupo en la Copa de la UEFA de la temporada siguiente. Cabe mencionar, que el club aún mantiene fuertes vínculos con Zaporizhstal, empresa que ha oficiado como auspiciador del equipo y financia la mayor parte de los gastos del mismo. Pero en 2013, el Metalurh, desenderá a la Persha Liga, tras hacer una mediocre campaña, ya que sólo ha ganado 1 partido y 6 empates (9 puntos).

### Participaciones internacionales
A lo largo de su historia al interior de la Liga Premier de Ucrania, el Metalurh ha conseguido clasificar a la Copa de la UEFA en dos oportunidades; la primera en 2002-03 luego de finalizar en la cuarta posición de la liga en la temporada anterior. En la ronda de clasificación superó al Birkirkara F.C. de Malta, antes de ser eliminado por el Leeds United de Inglaterra en primera ronda.
Cuatro años después, el club participó nuevamente en la Copa de la UEFA, a la que accedió como subcampeón de la Copa de Ucrania en 2006. En dicho certamnen enfrentó al Zimbru Chişinău de Moldavia, al que eliminó en la segunda ronda de clasificación con un marcador global de 3 a 0. No obstante, en la siguiente etapa, tal como su anterior participación, cayó frente al Panathinaikos de Grecia.

### Años Recientes
En la temporada 2015/16, el club quedó oficialmente en bancarrota, y como consecuencia de ello, el club fue removido de los torneos en Ucrania en esa temporada. El 26 de marzo de 2016 se anunció que el club amateur FC Rosso-Nero Zaporiyia (también de la ciudad de Zaporiyia y fundado en 2009) cambió su nombre por el de FC Metalurh Zaporiyia, así como el uniforme y los colores del club original  gracias a la intervención de la ONG llamada Metalurh forever con la intención de participar en la Liga de Fútbol Aficionado de Ucrania para la temporada 2016/17.

## Estadio

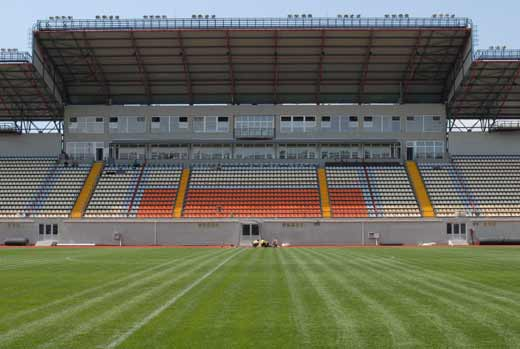
Slavutych-Arena

A lo largo de su historia, el club ha ejercido de local en diversos recintos en Zaporiyia, pero en 2001 la Federación de Fútbol de Ucrania prohibió al Metalurh jugar en el Estadio Centarlnyi, de propiedad de club, y lo forzó a disputar sus encuentros en el Estadio Avto ZAZ, el cual perteneció al actualmente quebrado Torpedo Zaporiyia. A fin de solucionar esta situación, la directiva del club aprobó la construcción de un nuevo estadio para la institución. La construcción del Slavutych Arena comenzó a fines de 2004 y se extendió hasta la inauguración del mismo el 29 de julio de 2006 con un encuentro frente al Dinamo de Kiev. El estadio está situado en la parte central de la ciudad, en la calle Valeri Lobanoski, que recibe dicho nombre en honor al histórico futbolista y entrenador ucraniano.
El estadio, utilizado exclusivamente para la actividad futbolística, posee una capacidad de aproximadamente 11.983 espectadores sentados, la cual se distribuye en cuatro sectores, norte, sur, este y oeste, dos de los cuales se encuentran totalmente techados, adicionalmente, el estadio está equipado con una pantalla con dimensiones de 6x10 m y un sistema de iluminación de 1400 lux. Las dimensones del terreno de juego son de 105x68 m. Cabe mencionar que el recinto comúnmente es utilizado por seleccionado nacional de Ucrania sub-21.

## Entrenadores
| - Viktor Zhylin (1972) - Yozhef Betsa (1976 – 1978) - Oleksandr Tomakh (1981 – 1988) - Ihor Nadein (1988 - 1992) - Anatoliy Kuksov (1994) - Oleksandr Tomakh (1994 – 1998) - Myron Markevych (1999 – 2001) - Volodymyr Atamanyuk (2001 – 2002) - Oleh Taran (2001 - 2002) - Ihor Nadein (2002) - Oleh Lutkov (interino) (2002) - Ivan Katalinić (2003) - Mykhaylo Fomenko (2003) - Sergei Borovsky (2004) - Valeriy Yaremchenko (2004 – 2005) - Anatoliy Chantsev (interino) (2005) - Vyacheslav Hroznyi (2005 – 2006) - Serhiy Yashchenko (2006 – 2007) - Anatoliy Chantsev (2007 – 2008) | - Oleh Lutkov (2008 – 2009) - Volodymyr Khodus (2009) - Roman Hryhorchuk (2009) - Volodymyr Khodus (interino) (2009) - Roman Hryhorchuk (2009–10) - Oleh Lutkov (2010 – 2011) - Hryhoriy Nehiryev (interino) (2011) - Serhiy Zaytsev (2011 – 2012) - Anatoliy Buznyk (2012) - Ihor Luchkevych (interino) (2012) - Serhiy Kovalets (2012) - Anatoliy Zayaev (interino) (2012) - Vitaliy Kvartsyanyi (2012) - Serhiy Zaytsev (2013) - Serhiy Puchkov (2013) - Oleh Taran (2013 – ) |

## Historia en Liga y Copa

### Unión Soviética
| Temporada | División             | Pos.  | J     | G    | E    | P    | GF    | GC    | Pts.  | Copa        | Europa | Europa | Notas                                                                                            |
| --------- | -------------------- | ----- | ----- | ---- | ---- | ---- | ----- | ----- | ----- | ----------- | ------ | ------ | ------------------------------------------------------------------------------------------------ |
| 1946      | 3.ª UKR Sur          | 1     | 14    | 12   | 2    | 0    | 37    | 10    | 26    |             |        |        | Como Bilshovyk                                                                                   |
| 1946      | 3.ª Playoffs         | 4     | 3     | 0    | 1    | 2    | 5     | 14    | 1     |             |        |        |                                                                                                  |
| 1947      | 2.ª UKR              | 12    | 24    | 5    | 1    | 18   | 25    | 72    | 11    |             |        |        |                                                                                                  |
| 1948      | 2.ª UKR Grupo A      | 5     | 14    | 4    | 3    | 7    | 22    | 30    | 11    |             |        |        | Rebautizado como Lokomotiv                                                                       |
| 1949      | 2.ª UKR              | 16    | 34    | 7    | 7    | 20   | 46    | 61    | 21    | 1/16        |        |        | Descendido                                                                                       |
| 1950      |                      |       |       |      |      |      |       |       |       | 1/32        |        |        |                                                                                                  |
| 1951      |                      |       |       |      |      |      |       |       |       | 1/8         |        |        |                                                                                                  |
| 1952      |                      |       |       |      |      |      |       |       |       | 1/64        |        |        |                                                                                                  |
| 1953      | 2nd "III"            | 3     | 14    | 6    | 3    | 5    | 34    | 26    | 15    | 1/8         |        |        | En playoffs Metalurh Odessa 1:4 y Torpedo Rostov/Donu 4:5                                        |
| 1954      | 2.ª "III"            | 3     | 22    | 11   | 5    | 6    | 34    | 24    | 27    | 1/32        |        |        |                                                                                                  |
| 1955      | 2.ª "I"              | 8     | 30    | 13   | 6    | 11   | 37    | 33    | 32    | 1/32        |        |        |                                                                                                  |
| 1956      | 2.ª "I"              | 3     | 34    | 21   | 4    | 9    | 54    | 35    | 46    |             |        |        |                                                                                                  |
| 1957      | 2.ª "I"              | 8     | 34    | 14   | 11   | 9    | 41    | 34    | 39    | 1/16        |        |        |                                                                                                  |
| 1958      | 2.ª "II"             | 2     | 30    | 17   | 5    | 8    | 55    | 29    | 39    | 1/64        |        |        |                                                                                                  |
| 1959      | 2.ª "I"              | 6     | 28    | 14   | 4    | 10   | 40    | 30    | 32    |             |        |        |                                                                                                  |
| 1960      | 2.ª UKR "II"         | 1     | 36    | 25   | 9    | 2    | 78    | 29    | 59    | 1/128       |        |        | Ganó el playoff ante el Sudnobudivnyk Perdió el playoff ante el FC Shakhtar Donetsk, no ascendió |
| 1961      | 2.ª UKR "II"         | 4     | 36    | 15   | 12   | 9    | 50    | 37    | 42    | 1/128       |        |        | Perdió el playoff con el SKA Lviv, puesto 8.º en la tabla general                                |
| 1962      | 2.ª UKR "II"         | 2     | 24    | 13   | 5    | 6    | 42    | 21    | 31    | 1/64        |        |        | Clasificó al grupo de Promoción                                                                  |
| 1962      | 2.ª Promoción        | 6     | 10    | 1    | 5    | 4    | 13    | 22    | 7     |             |        |        | Lugar 6.º de la tabla                                                                            |
| 1963      | 2.ª                  | 4     | 34    | 12   | 17   | 5    | 36    | 17    | 41    | 1/8         |        |        |                                                                                                  |
| 1964      | 2.ª "II"             | 8     | 26    | 7    | 12   | 7    | 19    | 16    | 26    | 1/32        |        |        | Clasificó al grupo de Descenso                                                                   |
| 1964      | 2.ª "Descenso" Total | 7 17  | 12 38 | 4 11 | 5 17 | 3 10 | 16 35 | 9 25  | 13 39 |             |        |        |                                                                                                  |
| 1965      | 2.ª "I"              | 14    | 30    | 8    | 9    | 13   | 28    | 37    | 25    | 1/32 finals |        |        | Clasificó al grupo de Descenso                                                                   |
| 1965      | 2.ª "Descenso" Total | 14 28 | 16 46 | 3 11 | 6 15 | 7 20 | 16 44 | 23 60 | 12 37 |             |        |        |                                                                                                  |
| 1966      | 2.ª "II"             | 7     | 34    | 12   | 12   | 10   | 35    | 28    | 36    | 1/32        |        |        |                                                                                                  |
| 1967      | 2.ª "II"             | 2     | 38    | 18   | 14   | 6    | 50    | 24    | 50    | 1/128       |        |        | Clasificó al playoff por el segundo puesto                                                       |
| 1967      | 2.ª playoff          | 1     | 4     | 2    | 1    | 1    | 6     | 5     | 5     |             |        |        |                                                                                                  |
| 1968      | 2.ª "II"             | 9     | 40    | 14   | 15   | 11   | 52    | 42    | 43    | 1/64        |        |        |                                                                                                  |
| 1969      | 2.ª "III"            | 7     | 42    | 15   | 14   | 13   | 49    | 35    | 44    | 1/32        |        |        | Descendido                                                                                       |
| 1970      | 3.ª "Zona I"         | 1     | 42    | 26   | 10   | 6    | 73    | 33    | 62    | 1/64        |        |        | Promovido                                                                                        |
| 1971      | 2.ª                  | 4     | 42    | 16   | 14   | 12   | 51    | 39    | 46    | 1/16        |        |        |                                                                                                  |
| 1972      | 2.ª                  | 14    | 38    | 13   | 7    | 18   | 45    | 49    | 33    | 1/8         |        |        |                                                                                                  |
| 1973      | 2.ª                  | 6     | 38    | 14   | 6    | 18   | 62    | 53    | 34    | 1/16        |        |        | 5 empates fueron contados como derrotas                                                          |
| 1974      | 2.ª                  | 13    | 38    | 11   | 12   | 15   | 42    | 50    | 34    | 1/16        |        |        |                                                                                                  |
| 1975      | 2.ª                  | 13    | 38    | 11   | 13   | 14   | 47    | 45    | 35    | 1/16        |        |        |                                                                                                  |
| 1976      | 2.ª                  | 13    | 38    | 14   | 8    | 16   | 38    | 40    | 36    | 1/16        |        |        |                                                                                                  |
| 1977      | 2.ª                  | 16    | 38    | 11   | 11   | 16   | 35    | 48    | 33    | 1/16        |        |        |                                                                                                  |
| 1978      | 2.ª                  | 14    | 38    | 10   | 14   | 14   | 39    | 47    | 34    | 1/32        |        |        |                                                                                                  |
| 1979      | 2.ª                  | 10    | 46    | 19   | 8    | 19   | 69    | 65    | 46    |             |        |        |                                                                                                  |
| 1980      | 2.ª                  | 20    | 46    | 15   | 11   | 20   | 57    | 67    | 41    |             |        |        |                                                                                                  |
| 1981      | 2.ª                  | 13    | 42    | 16   | 14   | 16   | 57    | 51    | 44    |             |        |        | -2 pts por derrotas en desempates                                                                |
| 1982      | 2.ª                  | 12    | 42    | 17   | 7    | 18   | 54    | 42    | 41    |             |        |        |                                                                                                  |
| 1983      | 2.ª                  | 5     | 42    | 21   | 8    | 13   | 66    | 46    | 50    | 1/32        |        |        |                                                                                                  |
| 1984      | 2.ª                  | 5     | 42    | 18   | 12   | 12   | 57    | 43    | 48    | 1/16        |        |        |                                                                                                  |
| 1985      | 2.ª Zona Oeste       | 7     | 20    | 7    | 5    | 8    | 17    | 25    | 19    | 1/64        |        |        | Clasificó al Grupo B                                                                             |
| 1985      | 2.ª Grupo B          | 1     | 18    | 9    | 3    | 6    | 32    | 27    | 21    |             |        |        | 13.º en la general                                                                               |
| 1986      | 2.ª                  | 12    | 46    | 17   | 11   | 18   | 59    | 54    | 45    | 1/16        |        |        |                                                                                                  |
| 1987      | 2.ª                  | 9     | 42    | 14   | 12   | 16   | 54    | 53    | 40    | 1/8         |        |        |                                                                                                  |
| 1988      | 2.ª                  | 17    | 42    | 12   | 13   | 17   | 30    | 43    | 36    | 1/32        |        |        | -1 pts por desempate                                                                             |
| 1989      | 2.ª                  | 7     | 42    | 17   | 12   | 13   | 55    | 40    | 46    | 1/64        |        |        |                                                                                                  |
| 1990      | 2.ª                  | 3     | 38    | 19   | 14   | 5    | 58    | 30    | 52    | 1/16        |        |        | Promovido                                                                                        |
| 1991      | 1.ª                  | 13    | 30    | 9    | 7    | 14   | 27    | 38    | 25    | 1/64        |        |        |                                                                                                  |

### UcraniaUcrania
| Temporada | División | Pos. | J  | G  | E  | P  | GF | GC | Pts. | Copa        | Europ | Europ | Notas      |
| --------- | -------- | ---- | -- | -- | -- | -- | -- | -- | ---- | ----------- | ----- | ----- | ---------- |
| 1992      | 1.ª      | 11   | 18 | 6  | 6  | 6  | 20 | 19 | 18   | 1/4         |       |       |            |
| 1992–93   | 1.ª      | 7    | 30 | 10 | 9  | 11 | 38 | 35 | 29   | 1/4         |       |       |            |
| 1993–94   | 1.ª      | 16   | 34 | 9  | 6  | 19 | 26 | 49 | 24   | 1/8         |       |       |            |
| 1994–95   | 1.ª      | 9    | 34 | 11 | 10 | 13 | 47 | 42 | 43   | 1/8         |       |       |            |
| 1995–96   | 1.ª      | 5    | 34 | 16 | 4  | 14 | 49 | 42 | 52   | 1/4         |       |       |            |
| 1996–97   | 1.ª      | 8    | 30 | 12 | 5  | 13 | 48 | 44 | 41   | Semifinales |       |       |            |
| 1997–98   | 1.ª      | 9    | 30 | 10 | 7  | 13 | 40 | 44 | 37   | 1/16        |       |       |            |
| 1998–99   | 1.ª      | 8    | 30 | 12 | 6  | 12 | 46 | 43 | 42   | Semifinales |       |       |            |
| 1999-00   | 1.ª      | 6    | 30 | 12 | 8  | 10 | 43 | 35 | 44   | 1/8         |       |       |            |
| 2000–01   | 1.ª      | 8    | 26 | 8  | 8  | 10 | 27 | 31 | 32   | 1/8         |       |       |            |
| 2001–02   | 1.ª      | 4    | 26 | 11 | 7  | 8  | 25 | 22 | 40   | 1/8         |       |       |            |
| 2002–03   | 1.ª      | 15   | 30 | 6  | 8  | 16 | 22 | 41 | 26   | 1/16        | UC    | 1     |            |
| 2003–04   | 1.ª      | 11   | 30 | 8  | 8  | 14 | 26 | 40 | 32   | 1/4         |       |       |            |
| 2004–05   | 1.ª      | 10   | 30 | 8  | 11 | 11 | 25 | 32 | 35   | 1/8         |       |       |            |
| 2005–06   | 1.ª      | 8    | 30 | 11 | 6  | 13 | 32 | 40 | 39   | Finalista   |       |       |            |
| 2006–07   | 1.ª      | 7    | 30 | 10 | 10 | 10 | 25 | 32 | 40   | 1/16        | UC    | 1     |            |
| 2007–08   | 1.ª      | 7    | 30 | 9  | 9  | 12 | 24 | 32 | 36   | 1/16        |       |       |            |
| 2008–09   | 1.ª      | 7    | 30 | 12 | 9  | 9  | 29 | 30 | 45   | 1/16        |       |       |            |
| 2009–10   | 1.ª      | 9    | 30 | 10 | 5  | 15 | 31 | 48 | 35   | 1/4         |       |       |            |
| 2010–11   | 1.ª      | 16   | 30 | 6  | 6  | 18 | 18 | 40 | 24   | 1/4 finals  |       |       | Descendido |
| 2011–12   | 2.ª      | 2    | 34 | 24 | 4  | 6  | 77 | 32 | 76   | 1/4         |       |       | Promovido  |
| 2012–13   | 1.ª      | 16   | 30 | 1  | 8  | 21 | 12 | 64 | 11   | 1/16        |       |       | Descendido |
| 2013–14   | 2.ª      |      |    |    |    |    |    |    |      |             |       |       |            |

## Palmarés

### Torneos nacionales

#### URSS
- Segunda Liga de la URSS (1): 1970
- Liga Regional de la RSS de Ucrania (4): 1952, 1960, 1970, 1978

#### Ucrania
- Subcampeón de la Copa de Ucrania: 2006